# Carole Terry
Carole Ruth Terry (* 30. Dezember 1948 in Southampton, NY) ist eine US-amerikanische Organistin, Cembalistin und Hochschullehrerin.

## Leben
Carole Terry studierte an der Southern Methodist University in Dallas, TX (Orgel bei Robert T. Anderson, Cembalo bei Larry Palmer), an der Eastman School of Music in Rochester, NY (Orgel bei David Craighead) und an der Stanford University, wo sie 1977 zum Doctor of Musical Arts promovierte. Ihre Professoren in Stanford waren Herbert Nanney (Orgel), Margaret Fabrizio (Cembalo) und Joan Benson (Fortepiano und Clavichord).
Von 1979 bis zu ihrer Emeritierung 2019 war sie Professorin für Orgel und Cembalo an der University of Washington in Seattle. Von 2000 bis 2003 war sie Resident Organist und Kuratorin der C. B. Fisk-Orgel in der Benaroya Hall in Seattle, dem Sitz der Seattle Symphony.
Ihre internationale Konzerttätigkeit als Organistin und Cembalistin führte sie durch die Vereinigten Staaten, Europa und Asien. Darüber hinaus ist sie ein vielgefragtes Jurymitglied bei internationalen Orgelwettbewerben und Kursdozentin im Bereich historischer Aufführungspraxis.

## Diskographie
- Brombaugh organs of the Northwest.
  - Werke von John Dowland, Melchior Schildt, Samuel Scheidt, Jan Pieterszoon Sweelinck, Peter Mohrhardt, Heinrich Scheidemann und Matthias Weckmann. Aufgenommen im Juni 1983 an John Brombaugh-Orgeln in der Grace Episcopal Church, Ellensburg, WA, Christ Episcopal Church, Tacoma, WA, und Central Lutheran Church, Eugene, OR. Oakhurst, NJ: Musical Heritage Society, 1986. MHS 7368. 1 LP.

- 20th century harpsichord works.
  - Vincent Persichetti (Sonata Nr. 1 op. 51), William Albright (Four Fancies), Ned Rorem (Spiders) und Henry Cowell (Set of four). Aufgenommen im August und November 1985 in Seattle. New York: CRI, 1986 CRI SD 533. 1 LP.

- The complete organ works of Johannes Brahms.
  - Flentrop-Orgel der St. Mark’s Episcopal Cathedral, Seattle. Oakhurst, NJ: Musical Heritage Society, 1990. MHS 512523M. 1 CD.

- Carole Terry in Schwerin.
  - Werke von Johann Gottlob Töpfer, August Wilhelm Bach, Johann Georg Herzog, Johann Christian Heinrich Rinck, Josef Rheinberger, Julius Reubke, August Gottfried Ritter, Ernst Friedrich Richter, Robert Schumann, Felix Mendelssohn Bartholdy, Johannes Brahms und Johann Friedrich Ludwig Thiele. Aufgenommen im August 1996 an der Ladegast-Orgel im Dom zu Schwerin. Seattle: Ambassador Recording Corporation, 1998. ARC 1021. 2 CDs.

- Carole Terry plays the Watjen concert organ.
  - Werke von Felix Mendelssohn Bartholdy, Jan Pieterszoon Sweelinck, William Albright, Johann Sebastian Bach, John Stanley, Robert Schumann, Louis Vierne und Charles-Marie Widor. Aufgenommen am 13. und 20. Dezember 2004 und am 23. September 2006 an der C. B. Fisk-Orgel (Opus 114) in der Benaroya Hall, Seattle. Seattle: Loft Recordings, 2008. LRCD-1105. 1 CD.